# Йохан Кристиан I фон Егенберг
Йохан Кристиан I фон Егенберг на немски: Johann Christian I von Eggenberg; на чешки: Jan Kristián I. z Eggenbergu; * 7 септември 1641, Прага, Бохемско кралство; † 14 декември 1710, Прага, Бохемско кралство) е 3. имперски княз фон Егенберг (1649 – 1710) и 3. херцог на Крумау в Южна Бохемия (1649 – 1710).

## Живот
Той е големият син на княз Йохан Антон I фон Егенберг (1610 – 1649) и съпругата му маркграфиня Анна Мария фон Бранденбург-Байройт (1609 – 1680), дъщеря на маркграф Кристиан фон Бранденбург-Байройт и принцеса Мария от Прусия, дъщеря на Албрехт Фридрих, херцог на Прусия. Баща му е един от най-богатите мъже по това време.
Брат е на Мария Елизабет (1640 – 1715), омъжена през 1656 г. за княз Фердинанд Йозеф фон Дитрихщайн (1636 – 1698), и на Йохан Зайфрид (1644 – 1713), княз на Егенберг.
Йохан Кристиан I се жени на 19/21 февруари 1666 г. за принцеса Мария Ернестина фон Шварценберг (* 1649, Брюксел; † 4 април 1719, Виена), дъщеря на княз Йохан Адолф фон Шварценберг (1615 – 1682) и графиня Мария Юстина фон Щархемберг (1608 – 1681). Те имат един син, който умира като бебе.
От 1694 г. Йохан Кристиан I е 576-ият рицар на ордена на Златното руно.
Той умира на 14 декември 1710 в Прага на 69 години и е погребан в Грац. Съпругата му Мария Ернестина е негова универсална наследничка.

## Деца
- Леополд Йохан Йозеф Доминик (* пр. 15 юли 1675; † 1675)